# SKF
Aktiebolaget SKF (ursprungligen AB Svenska Kullagerfabriken) är ett svenskt industriföretag med huvudkontoret i Gamlestaden i Göteborg. Företaget startades 16 februari 1907 som en avknoppning av Gamlestadens Fabriker.
SKF är en av världens ledande leverantörer av produkter och tjänster inom området lager och tätningar, men omfattar också tekniskt stöd, underhållsservice, tillståndsövervakning och utbildning. SKF har också fått en allt starkare position på områdena linjär rörelse och högprecisionslager, spindlar och tjänster för verktygsmaskinindustrin. 
SKF var fram till 2005 också tillverkare av högkvalitetsstål för rullningslager, då segmentet fusionerade med Fundia och Imatra Steel och då bildade Ovako. SKF är sedan 2012 organiserat i två affärsområden: Automotive och Industrial, där det senare är uppdelat på "Strategic Industries" och "Regional Sales and Services".
SKF har tillverkning på mer än 100 platser i världen och egna försäljningsbolag i 70 länder, 15 000 distributörer och återförsäljare, som servar kunder i hela världen.

## Historia

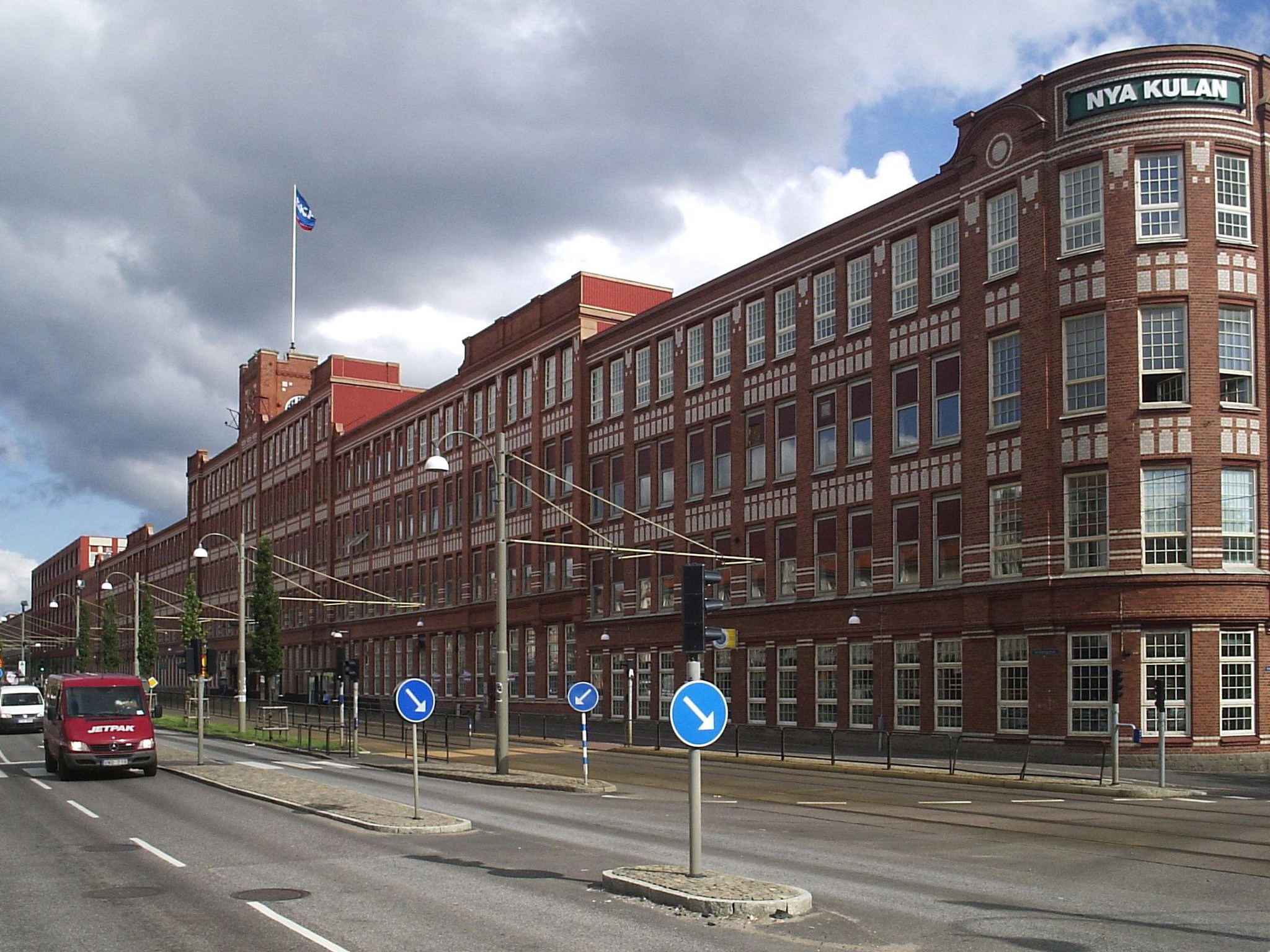
SKF i Göteborg.

Kullagerindustrin startade på 1880-talet, främst för tillverkning av lager till cyklar. I Tyskland kring sekelskiftet, tog man upp problemet med att framställa kullager, som kunde ingå som komponenter i maskiner, vilket löstes 1901 genom professor Richard Stribecks insats. En mycket snabb utveckling skedde därefter på kullagerområdet, framför allt i Tyskland. Såväl det enradiga som det 1905 introducerade dubbelspåriga kullagret hade dock den svagheten, att de var stela och därigenom utsattes för stora påfrestningar vid böjning eller skevställning av den lagrade maskinaxeln. Textilindustrin Gamlestadens Fabriker i Göteborg hade många långa axlar, som ständigt blev vinda. 

Självjusterande radialkullager - svenskt patent nr 25406, en uppfinning från 1907 av Sven Wingquist.

Det var på denna punkt i den tekniska utvecklingen som bolagets maskiningenjör Sven Wingquist gjorde sin banbrytande uppfinning.
Vid en bolagsstämma på Gamlestadens Fabriker den 16 februari 1907 beslöt Axel Carlander och Knut J:son Mark att skjuta till kapital för grundandet av ett nytt bolag med tillverkning av lager som huvudsaklig verksamhet. Sven Wingquist utsågs som verkställande direktör och teknisk chef. Aktiekapitalet fördelades på totalt 110 aktier varav Gamlestadens Fabriker tecknade sig för 82 aktier och Wingquist för 10 aktier. Wingquist erhöll dock ytterligare 10 aktier som en ersättning för redan gjorda uppfinningar inom kullagertekniken. Redan 1906 hade Wingquist sökt patent på ett 1-radigt självreglerande spårkullager med sfärisk form på ytterringens löpbana (svenskt patent nr. 24160). Axel Carlander, Christopher Carlander, Knut J:son Mark och Johannes J:son Mark tecknade sig för två aktier vardera. Axel Carlander utsågs till styrelsens ordförande för det nya bolaget. Vid denna tidpunkt var det berömda 'SKF-lagret' inte färdigutvecklat även om Wingquist var på rätt spår och arbetade intensivt med olika utvecklingsidéer.
Sven Wingquists första stora uppfinning var det flerradiga självreglerande radialkullagret med sfärisk form på ytterringens löpbana, senare allmänt kallat sfäriskt kullager, svenskt patent nr. 25406, beviljat den 6 juni 1907. 
Det sensationella med Wingquists banbrytande uppfinning, som hade föregåtts av många andra varianter, var att lagret bestod av 2- eller 3- kulrader med speciella geometriska förhållanden. Tidigare hade man i huvudsak arbetat med 1-radiga lager och att den yttre lagerringens löpbana hade en sfärisk form, som gjorde att den inre lagerringen inte bara kunde rotera runt sin egen axel, utan också kunde ställa in sig snett i lagret. Därigenom kunde lagret ta upp avvikelser i uppriktningen av axlar utan några tillkommande krafter och även uppta avsevärda axiella krafter. De tidigare kullagren var styva utan någon flexibilitet utom i det interna glappet. En liten avvikelse i uppriktning kunde medföra stora lagerkrafter, som ledde till att lagret lätt havererade. 
En internationalisering tog tidigt vid där företaget i snabb takt etablerade försäljningskontor och fabriker utomlands. Den första ordern på kullager kom från ASEA i Västerås, daterad den 16 mars 1907 och den första fabriken utomlands öppnade i engelska Luton 1911.

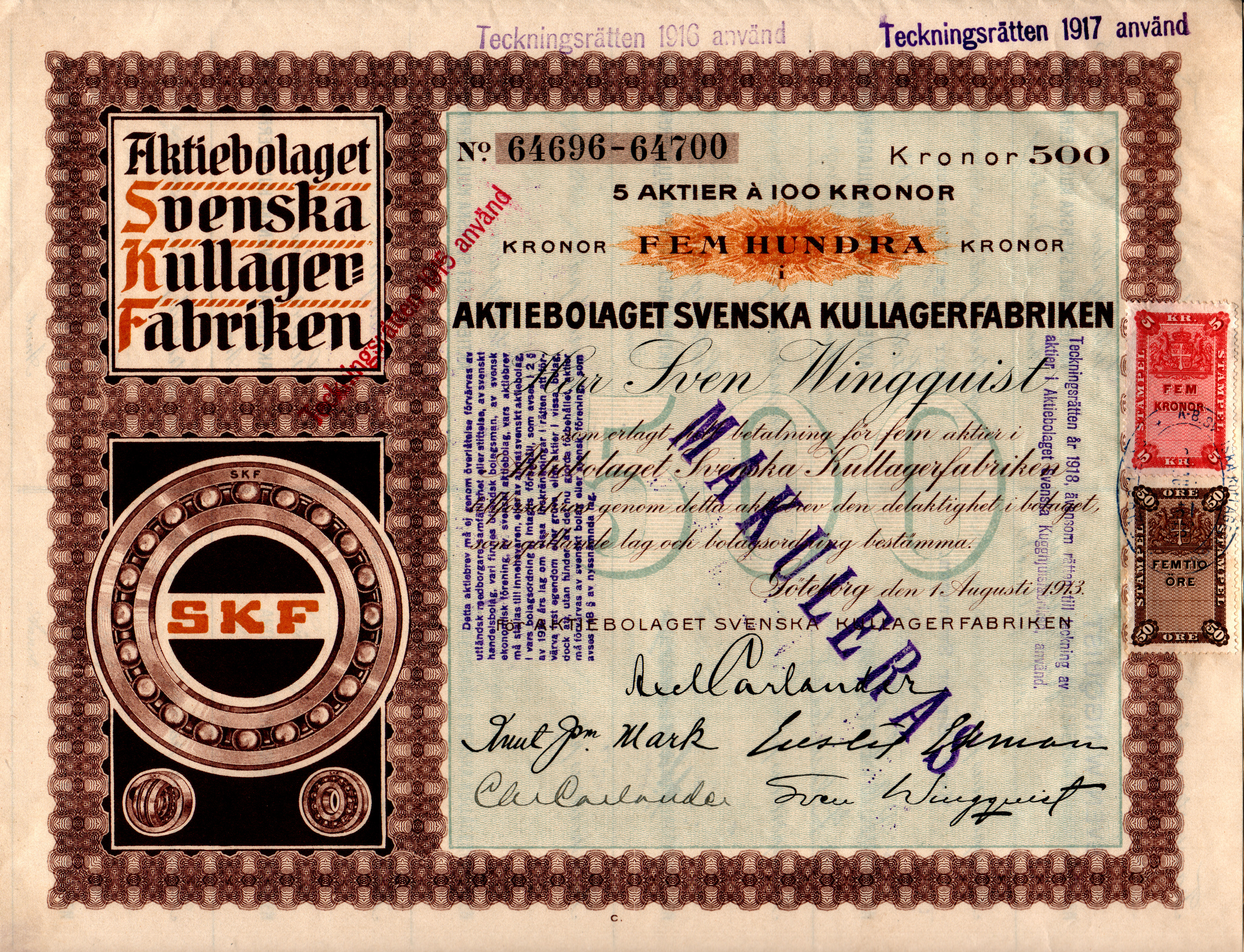
Aktiebrev för 5 aktier à 100 kronor i Svenska Kullagerfabriken SKF utfärdat 1 augusti 1913.

En viktig uppfinning var det sfäriska rullagret med svenskt patent nr. 53 856, som SKF patenterade den 29 november 1918. Det har samma goda självjusterande egenskaper som det sfäriska kullagret men kan bära betydligt större axeltryck. Det blev exempelvis användbart för järnvägsvagnar, som fram till dess enbart hade kunnat använda glidlager. Matematiken bakom det sfäriska rullagret, som utarbetades av Arvid Palmgren, är avsevärt mer komplicerad än den för kullagret.
Några av SKF:s viktigare, tidiga svenska patent är, för kul- och rullager: 25406, 26266, 31707, 33901, 37769, 53856, 57196, 57197, 57652, 59464, 78223, 80654, 86205, 99906, 102353, 128050, 128569, 128680, 13772; för diverse lagertekniska konstruktioner: 62929, 78934, 102914, 118935, 120506, 121560, 122513; för maskiner och mätdon: 27397, 42358, 48161, 49924, 68931, 70090, 85378, 97947, 118231 och 121422.

### De första anställda
Utöver verkställande direktören Sven Wingquist var SKF:s första 15 anställda: ingenjör B.W. Fjellman, A.W. Sjögren, Gustaf Sjögren, Oscar Olsson, Edward Andersson, C.J. Grundberg, Aron Olsson, Ernst Thorén, Konrad Österström, Fritz A. Karlsson, K.A. Grunditz, H. Landgren, Karl V. Thompsson och ingenjör Erik Wingquist - en yngre bror till Sven Wingquist - samt kamrer Olof Palm. Några av de anställda började redan 1906 när tillverkningen bedrevs i lokaler vid Gamlestadens Fabriker.

### Expansion
SKF fick ett försprång och etablerade snabbt egna agenter, försäljningskontor och fabriker i ett flertal länder utanför Sverige. År 1909 hade bolaget startat filialer i Köpenhamn, Duisburg, Paris och Milano, samt anordnat lager i Berlin, Zürich, Helsingfors, Warszawa, Melbourne och Yokohama. År 1912 hade ytterligare en filial tillkommit i New York samt fler lager i Wien, Sankt Petersburg ocl Buenos Aires. Aktiekapitalet hade ökat från drygt 100 000 kronor till 6 miljoner och personalen uppgick 1912 till 1 300.
Sven Wingquist var inte bara den drivande i SKF:s teknikutveckling, utan också i hög grad involverad i SKF:s lansering och marknadsföring av produkterna. Genom att snabbt bygga  upp ett vittförgrenat återförsäljarnät och etablering av egna fabriker utomlands utgjorde patentet 25406 en viktig grund för företagets möjligheter att utvecklas internationellt. Den energiska bearbetningen av marknaden, som Wingquist bedrev, och den successiva etableringen av egna fabriker utomlands, med en första fabrik i Luton i England 1911, resulterade i att försäljningsvärdet redan 1909 uppgick till ett belopp som översteg 500 000 kronor. Därefter steg den nästan explosionsartat: år 1910 utgjorde den 1 miljon kronor, år 1911 2 miljoner kronor, år 1912 4,5 miljoner kronor och 1913 6,5 miljoner kronor. Försäljningsframgångarna skedde i hård konkurrens från främst Fichtel & Sachs i Tyskland, Hoffmann i England och Timken i USA. Även i Sverige expanderade verksamheten. 1916 förvärvades Hofors bruk, som ägdes av Stockholms Enskilda Bank. I köpet ingick Grönkvists Mekaniska Verkstad (G.M.V.) i Katrineholm mot vilket SKF drivit en långvarig process för patentintrång. 
På den tyska marknaden var den inhemska kullagerindustrin betydande. Där skapades också 1913 av de större fabrikerna en kullagerkonvention, som hade karaktären av kartellbildning och som i viss utsträckning var riktad mot SKF:s expansion. Wingquist, som tidigt hade övervägt att grunda ett dotterföretag i Tyskland, valde då metoden att förvärva inflytande över en av de tyska kullagerfabrikerna. Genom en nyemissionen 1913, som tillförde SKF ett nytt kapital på 6 miljoner kronor, fick SKF möjlighet att köpa halva aktiekapitalet i Norma Compagnie i Cannstatt. Detta innebar för SKF en investering av 3 miljoner Mark. Genom denna affär blev SKF etablerad i Tyskland och inträdde 1914 i den tyska kullagerkonventionen.
Omkring 1915 startade SKF kullagertillverkning i USA för att främst sälja in SKF-lager inom fordonsindustrin, genom förvärv av den amerikanska kullagertillverkaren The Hess-Bright Manufacturing Co. i Philadelphia, som tillverkade det inarbetade "Conrad"-lagret på licens från tyska DWF-Deutsche Waffen Fabrik.[källa behövs] Affären hanterades av Björn Prytz, som hade rest till USA och stod i kontakt med Wingquist i Göteborg per telegram. SKF hade i samband med USA-etableringen egentligen tänkt att introducera ett prisbilligt fordonslager under varumärket "Volvo", men detta skrinlades och alla lager kom istället att märkas med SKF:s logotyp.
Under tidigt 1900-tal svarade person- och lastbilsidan för merparten av försäljningsvolymen och USA med den snabbt växande personbilstillverkningen var tidigt en mycket viktig marknad för SKF. Lastbilstillverkaren Scania i Malmö blev senare hopslagen med Vabis i Södertälje till Scania-Vabis. Företaget köpte alla sina axellager från utlandet, men blev efter övertygande långtidsprover med olika SKF-lager i sina lastbilar, en stor kund till SKF efter fältprovet 2-3 september 1909.

### Volvo
Ett speciellt kapitel i SKF:s historia är grundandet av fordonstillverkaren AB Volvo. SKF, under ledning av VD:n Björn Prytz, styrelsens ordförande Axel Carlander och Sven Wingquist aktiverade det vilande dotterbolaget Volvo 1926 för att starta biltillverkning. Idégivaren och drivande i projektet var Assar Gabrielsson, försäljningschef på SKF. När bolaget hade bildats tillsattes Assar Gabrielsson som VD och lämnade posten som försäljningschef för SKF. Den grundläggande idén bakom bildandet av ett bilföretag inom SKF-koncernen var att få konkurrensfördelar vid utveckling av nya lager och lagerinbyggnader för fordonsindustrin men också utvidga koncernen med ett nytt företag inom den snabbt växande och lönsamma fordonsindustrin och bättre utnyttja den verkstadskapacitet med relativt låga verkstadskostnader som fanns i Sverige på tidigt 1900-tal. Bilföretaget blev till en början ett stort bekymmer för SKF och man investerade stora belopp i omgångar för att hålla företaget igång. Under år 1929 var det nära att SKF hade sålt Volvo till Charles W. Nash, chef för Nash Motor Co. som kom över från USA för att diskutera affären. Affären blev inte av tack vare Björn Prytz, som i sista minuten lyckats övertala styrelsen att vänta med en eventuell försäljning. 1935 när AB Volvo introducerades på Stockholmsbörsen släppte SKF sin ägardominans i företaget.

### Tiden 1930–1945

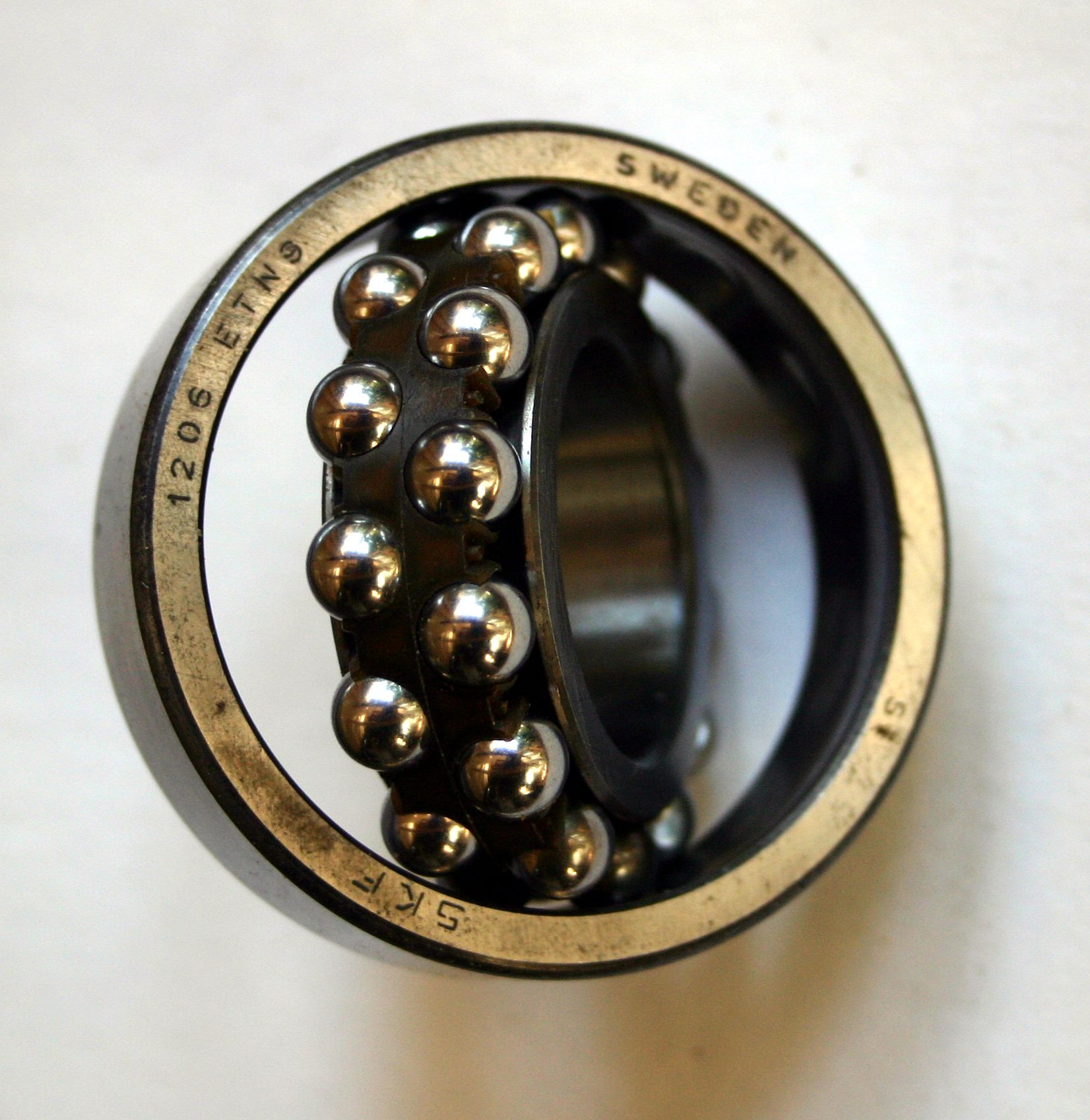
Wingquists kullager.

Under 1930-talet hade SKF 70 % av världsexporten av kul- och rullager. De hade även startat dotterbolag i flera länder, eller köpt upp bolag och omvandlat dessa till dotterbolag. De största var tyska VKF (Vereinigte Kugellagerfabriken A.G.), amerikanska SKF Industries (även kallat SKF-US) och brittiska Skefko. Skefko blev dock ombildat till publikt aktiebolag 1936, då SKF avyttrade mer än hälften av sina aktier på London Stock Exchange, varför det därefter inte var ett dotterbolag i egentlig mening. Den svenska upprustningen under kriget bidrog till en fördubblad inhemsk försäljning från SKF:s Göteborgsfabrik och de svenska kunderna stod för 20–25 % av bolagets intäkter. Totalt fördubblade SKF sin likviditet från 70 miljoner år 1939 till mer än 140 miljoner år 1944. En relativt stor export hade gått till Japan under slutet av 1930-talet, men landet minskade sin import av svenska lager fram till 1941, då den upphörde helt. När andra världskriget utbröt övertog svenska staten ansvaret för utrikeshandeln, så även för SKF, och kontakterna gick huvudsakligen genom Utrikesdepartementet.
SKF köpte patenten för Nomy-lager av AB Nomy 1937 och tog över tillverkningen som flyttades till Göteborg. Ännu på 1970-talet fanns AB Nomy kvar som namn på ett dotterbolag till SKF.

#### Storbritannien och USA
I och med Skagerackspärren i april 1940 begränsades hela Sveriges handel västerut kraftigt, så även för SKF. Små mängder gods kunde skickas med bil till Petsamo i dåvarande norra Finland för skeppning till USA och Sydamerika. Transporterna till Storbritannien skedde via järnvägstransport till Iran och Vladivostok i sydöstra Sovjetunionen, något som upphörde i och med Tysklands anfall på Sovjetunionen 1941. Därefter skedde transporterna delvis med flyg, men framförallt med små snabba fartyg, så kallade blockadbrytare. Förutom kul- och rullager tog Storbritannien emot vissa speciallager och kullagerstål från Hofors bruk. Transporterna var topphemliga och deras omfattning blev kända först i juli 1944. I samarbete med den brittiska staten startades en fabrik i Sundon, där SKF stod för 40 % av anläggningskostnaden och Storbritannien för 60 %. Sundonfabriken sysselsatte 250 personer och var en del i den brittiska statens strävan att sprida produktionen för att minska sårbarheten. Av samma anledning anlades även en fabrik på Nordirland 1944, som stängdes efter kriget.
När USA kom med i kriget i december 1941 upphörde exporten dit. Redan tidigare detta år hade det amerikanska dotterbolaget SKF Industries genomgått en förändring i ägarstrukturen. Åtgärden genomfördes för att förhindra att Tyskland skulle kunna få kontroll över bolaget, något som även AB Separator tidigare hade fått göra. Den amerikanska staten övertog då det formella ägandet när SKF och Gamlestadens fabriker, som ägde SKF Industries, bytte in sina aktier mot en Voting Trust, ett certifikat med löptid på fem år. Den amerikanska oron gjorde att SKF Industries 1942 gav moderbolaget rådet att vara mycket försiktig i sina kontakter med de amerikanska företagen. Den amerikanska krigsindustrin, i synnerhet flygplanstillverkarna, beställde dock allt mer från SKF, som stod för lite mer än 10 % av landets totala lagerproduktion.
USA blev efterhand allt mer oroliga för tyskt inflytande i Europa. SKF Industries blev allt mer självständiga och från slutet av 1943 kom mycket få meddelanden från SKF Industries till SKF i Sverige. Inom det amerikanska departementet US Treasury Department steg misstänksamheten mot SKF och i oktober 1944 kom Jean Pajus rapport Report of A.B. Svenska Kullagerfabriken (SKF), som beskrev SKF som ett tyskt företag, detta trots att bland annat en rapport från US Treasury Department och Office of Alien Property Custodian visade att så inte var fallet. Chefen för amerikanska SKF Industries, William Batt, satt också som vice ordförande i War Production Board. Batt, som även bland annat hade skött sig klanderfritt som chef för Boschs amerikanska gren sedan 1938, misstänkliggjordes som bulvan för en tysk kartell i USA. En av SKF Industries direktörer, Hugo von Rosen, blev utvisad från USA i oktober 1944, då han förmodades försöka knyta SKF Industries närmare moderbolaget, och dessutom var släkt med Eric von Rosen. Utredningarna kring SKF fick stort massmedialt genomslag i USA och Sverige betraktades som en medlöpare till nazistregimen. I fabriken i Philadelphia fick plåtar sättas över texten "Made in Sweden" på maskinerna efter arbetsvägran från de anställda. Den 6 februari 1945 ställdes SKF Industries tillsammans med övriga amerikanska kullagertillverkare inför rätta för misstänkt kartellbildning, något som spädde på företagets dåliga rykte i landet under lång tid framåt.

#### Tyskland och dess allierade i Europa

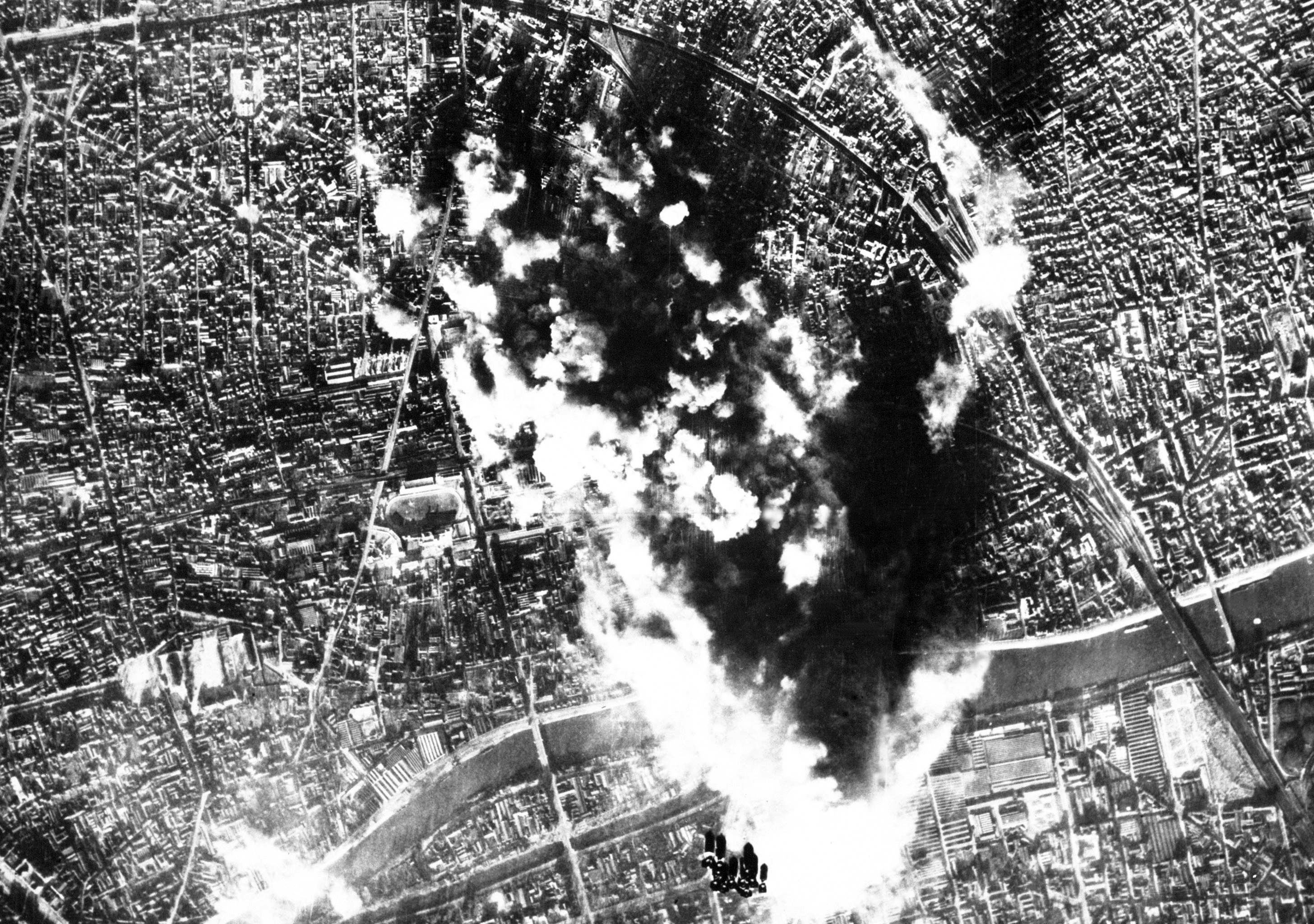
Amerikansk bombräd mot CAM i Paris 31 december 1943.

Tyskland, dess allierade och ockuperade områden blev efter Skagerackspärren SKF:s viktigaste handelspartners och 75–80 % av exporten gick till dessa länder. Motsvarande siffra för Storbritannien var omkring 7 % och Sovjetunionen 4–5 %. Bolagets produkter var för Sveriges del en viktig del i handelsbalansen med Tyskland, som försåg Sverige med kol, koks och andra nödvändiga varor. I Tyskland betraktades rullningslager som en mycket strategisk vara, och tack vare detta slapp flera nyckelpersoner inom SKF:s tyska dotterbolag VKF göra krigstjänst. 
Cirka 10 % av Tysklands kul- och rullager kom under kriget från de svenska fabrikerna och VKF stod för cirka 50 %, något högre i början av kriget och runt 40 % efter 1943. Därtill kom det franska dotterbolaget CAM som övertogs av Tyskland vid erövrandet av landet. CAM fick både leverera till Tyskland och avvara 150 arbetare som tvångsförflyttades från CAM i Paris till VKF:s fabrik i Erkner öster om Berlin. Tyska staten hävdade även äganderätt över det franska bolaget MaB, som SKF ägde via en brittisk bank. 1942 gjordes en överenskommelse mellan SKF:s vd Harald Hamberg och representanter från den tyska staten om utökade leveranser. USA och Storbritannien var medvetna om uppgörelsen och hade i normalfallet svartlistat SKF för detta tilltag, men de var själva alltför beroende av företagets produkter.
I Tyskland belades VKF med ett extra högt skattetryck av den tyska staten 1941 och Sonderring Wälzlager ("särskilda kretsen för rullningslager") som inrättades våren 1942 tog bort flera konkurrensfördelar bolaget haft, då denna syftade till att landets olika tillverkare måste dela med sig av sina tillverkningsmetoder och visa upp sina maskiner. Kretsen, som leddes av huvudkonkurrenten Kugelfischers chef Georg Schäfer, syftade till att få fram en likriktning och standardisering av lager för krigsindustrin. Ett konsortium för specialstål (Sonderring Edelstahl) inrättades också, som SKF måste förhandla med för försäljningen av bolagets kullagerstål från Hofors.
VKF blev mer och mer en del av den tyska krigsekonomin. Den 1 januari 1942 tillträdde Heinrich Ayasse, infödd tysk och högt uppsatt medlem av nazistpartiet som chef för bolaget. Efter Philipp Kesslers Kullager-Schnellaktion ("kullagersnabbåtgärd") 1943, godkänd av Albert Speer, förlorade SKF kontrollen helt över VKF. Snabbåtgärden, som inrättades efter bombningarna av kullagerfabrikerna, hade sin grund i det tyska mottot "keinen Jäger und keinen Panzer weniger aus Mangel an Kugellagern", det vill säga "inget jaktplan och ingen stridsvagn mindre på grund av kullagerbrist". Arbetskraft och resurser omfördelades till kullagerindustrin, som under 1944 lyckades producera 83 % av 1943 års tillverkning, och i januari 1945 var uppe i 86 % av produktionen före bombningarna.

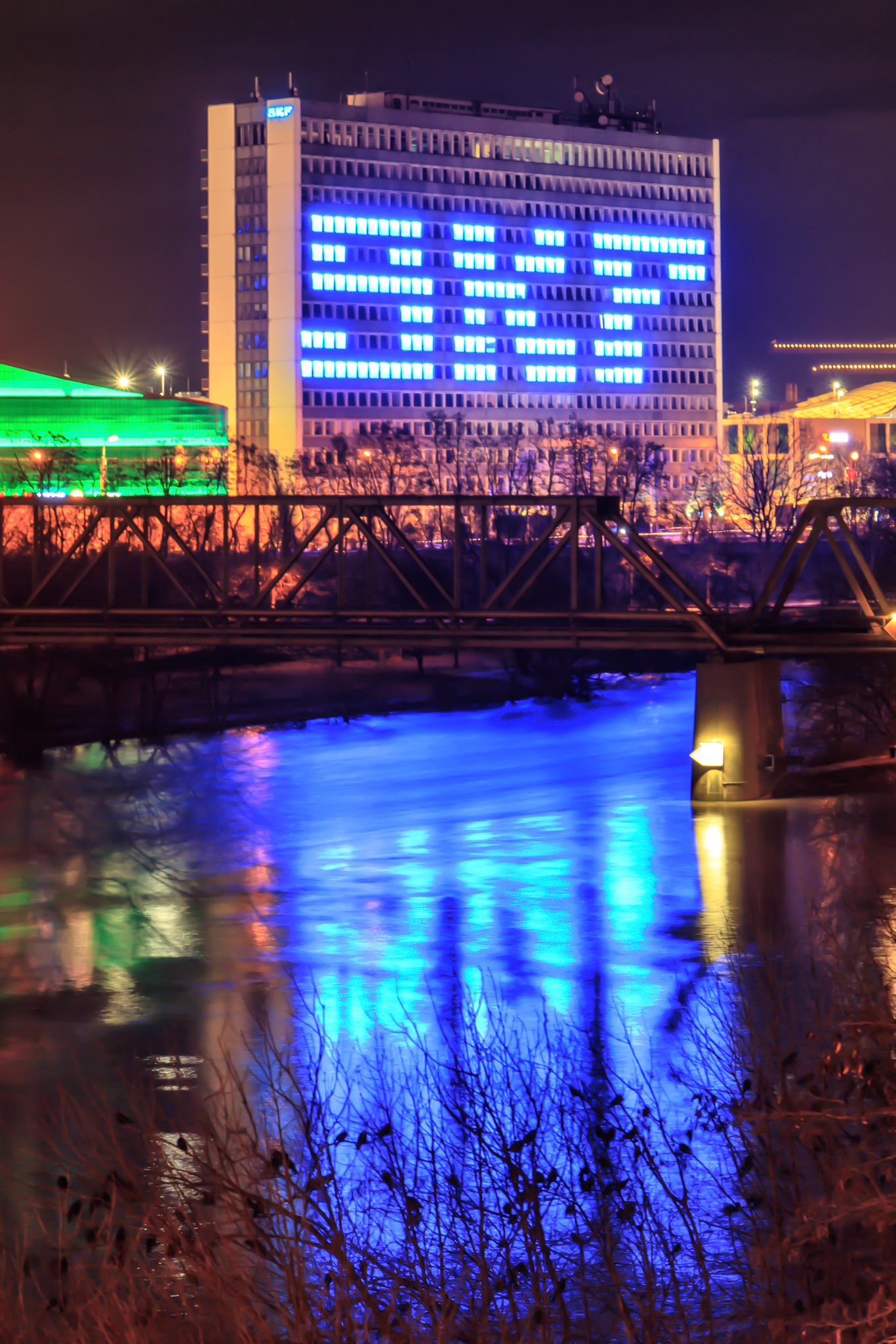
SKF, Schweinfurt, 2012

Bombräderna inleddes med bombningen av Schweinfurt och Regensburg (i Regensburg låg Messerschmitts flygplansfabrik) den 17 augusti 1943 och var en del i Operation Pointblank, som avsåg att decimera den tyska jaktplanstillverkningen. 
Dessa underlättades av att tysk kullagerindustri var så starkt koncentrerad till tre områden: Schweinfurt (45 %), Stuttgart (18 %) och Berlin (13 %), så även VKF. När de allierade började med flygattacker mot fabrikerna 1943, drabbades inledningsvis VKF och de andra tillverkarna av stora produktionsstörningar. Bombningarna hade dock begränsad verkan, då tillverkningen decentraliserades och fortsatte i nya mindre fabriker på landsbygden, vissa placerade under jord. Även lador, grottor och tunnlar användes för att dölja tillverkningen, som också börjat innefatta en allt större mängd glidlager. VKF ökade produktionen av sådana från 133 000 till 900 000 under 1944.
Förutom försöken att betvinga den tyska tillverkningen på hemmaplan blev strategin även att strypa tyskarnas import. Förhandlingarna mellan de allierade och Sverige började på våren 1943, parallellt med förhandlingar om permittenttrafiken, järnmalmsleveranserna till tyska hamnar och stödet till Finland under Fortsättningskriget.
Svenska utrikesdepartementet var angelägna om att gå de allierade till mötes, utan att tappa i anseende, och föreslog att SKF skulle ange olika skäl till en nedskuren Tysklandsexport, såsom brist på arbetskraft och ökad inhemsk konsumtion. Vid uppgörelsen lovade den svenska regeringen, att minska leveranserna gradvis under 1943 och 1944. På hösten återkom de allierade, och kraven gällde både lager- och järnmalmsexporten. I december 1943 krävde USA och Storbritannien, under ledning av Herschel Johnson och Victor Mallet, ett totalt svenskt exportstopp till Tyskland, där en amerikansk förhandlare bland annat ska ha antytt att amerikanska bombplan av "misstag" skulle kunna bomba SKF:s fabriker i Göteborg. 
En överenskommelse undertecknades i London i december 1943, där Sverige åtog sig att skära ner på leveranserna till axelmakterna. I april 1944 minskades den svenska exporten av kullager från SKF till Tyskland drastiskt. Men den upphörde inte helt förrän i oktober samma år efter förnyade förhandlingar, där Storbritannien och USA åtog sig att köpa en del av den reducerade Tysklandsproduktionen. Storbritanniens regering utlovade även att leverera 200 Spitfireplan till det svenska flygvapnet. USA ville efter förhandlingarna svartlista SKF, men Storbritannien satte sig emot.
Kullagerstål var inte begränsat alls i kontraktet med USA och Storbritannien, och SKF kunde obehindrat nära fördubbla sin kullagerstålexport till Tyskland, räknat i riksmark, mellan 1943 och 1944, från 8 till 15 miljoner. Vad gäller maskiner för tillverkning av kullager fick 1944 års axelmaktsexport inte överstiga 70 % av exporten 1942, det vill säga 1,9 miljoner kronor. Då SKF redan hade slutit ett avtal med Tyskland värt 4,4 miljoner beskrevs den överskjutande delen som "andra maskiner". När de allierade ville ha insyn i bolagets affärer ansåg Utrikesdepartementet det nödvändigt att frisera siffrorna, och maskinerna från Lidköpings Mekaniska Verkstad bokfördes därför som kullagermaskiner 1942, men istället som universalmaskiner 1944, vilket sänkte 1944 års exportsaldo med 2,5 miljoner kronor. Med dessa dubbla måttstockar kunde UD sammantaget redovisa en sänkning av SKF:s export till axelmakterna från 40 miljoner riksmark till 14,5 miljoner, inför de allierade. Till de tyska sändebuden kunde dock UD visa att minskningen egentligen endast var från 39 till 34 miljoner.

### Efterkrigstiden
Efter kriget återupptogs produktionen vid fabrikerna i Schweinfurt och Cannstatt. Samtidigt förlorades fabriken i Tjeckoslovakien som förstatligades. År 1950 presenterades ett nytt sfäriskt rullager, C-lagret. När grundaren Sven Wingquist avled 1953 utsågs Harald Hamberg till ny styrelseordförande, men han avleder bara ett år senare och ersätts då av Jacob Wallenberg.
År 1957 hade koncernen 45 000 anställda. 1964 invigdes en ny fabrik i Poona i Indien. Samma år utses Folke Lindskog till ny vd. 1965 expanderade koncernen när SKF tog över italienska RIV och bildade RIV-SKF som förutom i Italien hade fabriker i Argentina och Spanien. 1979 sålde Fiat sin resterande andel av bolaget till SKF. 1970 hade SKF 67 700 anställda och 68 fabriker runt om i världen. 1971 blev Lennart Johansson ny vd samtidigt som Folke Lindskog blev ny styrelseordförande. 1976 ändrades bolagets namn från Aktiebolaget Svenska Kullagerfabriken till Aktiebolaget SKF.
Det fanns en stor efterfrågan på SKF:s produkter under efterkrigstiden och det skedde flera utbyggnader av fabrikerna i Gamlestaden i Göteborg. På 1970-talet följde en strukturkris inom den svenska verkstadsindustrin som också fick problem med oljeprishöjningarnas effekter. Det ledde till att urfabriken i Gamlestaden förlorade sin dominerande ställning inom koncernen. SKF drev igenom rationaliseringar av produktionen för att förbättra produktiviteten. Fabriker lades också ner men SKF hade fortsatt problem med överkapacitet och ytterligare fabriker kom att läggas ned. 

## Byggnader och produktion

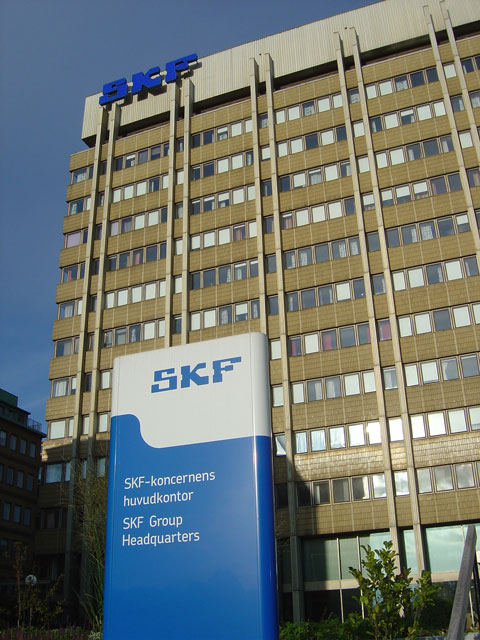
HK3

SKF:s stora industrilänga mot Artillerigatan är kanske det mest dominerande inslaget i Gamlestadens stadsbild. Grundstenen till ursprungsbyggnaden lades den 26 mars 1907, i hörnet av Säve Strandgata och Hornsgatan, och byggdes sedan ut mot öster i etapper, 1909 - 1910 - 1911 - 1912. Den plåtinklädda delen var skadad av olja som trängt ut genom muren från produktionslokalerna. De äldsta delarna ritades av arkitekten Ernst Krüger och byggdes av Kruger & Son AB. Huvudporten mittemot Brahegatan byggdes 1912 med vackra jugenddetaljer och markeras symboliskt nog med en tornöverbyggnad med klocka. De flesta produktionslokalerna byggdes som hallar i ett plan utefter gatorna, vinkelräta mot den stora fabrikslängan. Flera av dessa gator har med tiden byggts in.
SKF startade sin tillverkning av det självreglerande sfäriska kullagret 1907 i en tvåvåningsbyggnad på Hornsgatan nära Säveån och inte långt ifrån Gamlestadens Fabriker där uppfinningen kom till. Tomten på 980 kvadratmeter hade tidigare förvärvats av Gamlestadens fabriker och kontraktet på den överläts 1907 på SKF. Marken tillhörde ursprungligen Mariedals landeri, som Gamlestaden också köpt, och vars huvudbyggnad senare blev SKF:s kontor. Redan i oktober kunde man börja flytta in och den 24 oktober var man definitivt inflyttad eftersom anmälan om adressändring då registrerades hos Posten. De som flyttade in var 4 tjänstemän och 12 arbetare, men byggnaden hade ritats med god marginal, den var 1 100 kvadratmeter stor, och avsedd för 150 arbetare. Vid slutet av 1907 bestod SKF:s maskinpark av:
 3 avstickningsmaskiner, 5 vanliga svarvar, 4 snabbsvarvar, 19 revolversvarvar, 4 verktygsslipmaskiner, 5 borrmaskiner, 2 fräsmaskiner, 35 precisionsslipmaskiner och 11 poler- och putsmaskiner. De tyngre maskinerna stod i bottenvåningen, och i andra våningen fanns slipning, hopsättning, kontroll och lager. På den andra våningen fanns också kontoret, ett långsmalt rum som gick genom hela byggnaden och vid det stora fönstret mot Säveån hade Sven Wingquist sin arbetsplats. Redan 1909 byggde man till på Hornsgatan, och när SKF var 10 år gammalt hade man 46 628 kvadratmeter golvyta.
1907 tillverkades cirka 2 200 kullager och arbetsstyrkan var 30 personer vid årsskiftet 1907/1908. Vid det kommande årsskiftet hade arbetsstyrkan ökat till 100 personer och produktionen uppgick till cirka 45 000 lager. Ett år senare var produktionen uppe i 90 000 lager.

### Huvudkontoret
Arbetet med ett nytt huvudkontor (HK3) i Gamlestaden, Göteborg påbörjades i augusti 1963. Huset stod klart 1967 till en kostnad av 35 miljoner kronor. Det hade då 14 850 kvadratmeter kontorsyta, fördelat på 350 rum där 700 personer var verksamma. Det ritades av arkitekten Gustaf Lettström. Fastigheten har under åren haft flera olika ägare. Samhällsbyggnadsbolaget (SBB) tog över fastigheten som en projektfastighet från Hemfosa fastigheter under 2020. Under sommaren 2020 flyttade SKF ut ur byggnaden till det nya huvudkontoret Götaholm, beläget strax söder om Säveån med adress Sven Wingquists Gata 2. Det nya kontoret har arbetsplatser för cirka 400 personer. Den gamla byggnaden för huvudkontoret står tills vidare tom.

## Produktionsorter

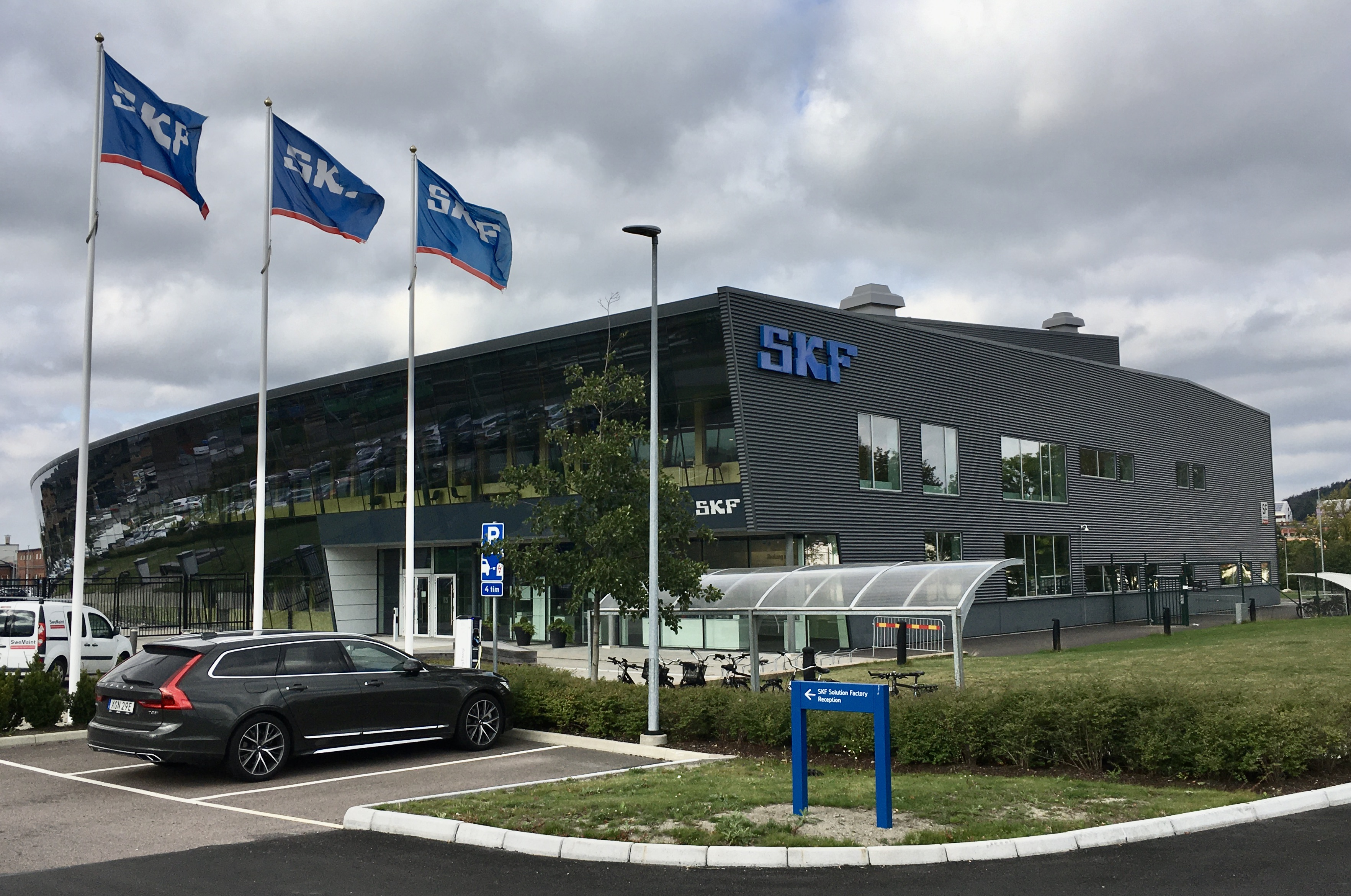
SKF Solution Factory i Göteborg, augusti 2020.

SKF har fler än 100 fabriker över hela världen.

### Verksamhet i Sverige
- Göteborg
- Hofors
- Hällefors
- Jönköping
- Katrineholm
- Kiruna
- Landskrona
- Linköping
- Ljungaverk
- Lomma
- Luleå

## Verkställande direktörer
SKF har haft följande verkställande direktörer:
- 1907-1919: Sven Wingquist
- 1919-1937: Björn Prytz
- 1937-1941: Uno Forsberg
- 1941-1953: Harald Hamberg
- 1953-1962: Joel Larsson
- 1962-1964: Inge Stenberg
- 1964-1971: Folke Lindskog
- 1971-1985: Lennart Johansson
- 1985-1995: Mauritz Sahlin
- 1995-1998: Peter Augustsson
- 1998-2003: Sune Carlsson
- 2003-2014: Tom Johnstone
- 2015-2020: Alrik Danielson
- 2020-: Rickard Gustafson